# Токмай-Ишунь
Токма́й-Ишу́нь (укр. Токмай-Ішунь, крымскотат. Toqmay İşün, Токъмай Ишюн) — исчезнувшее селение в Красногвардейском районе Республики Крым. Находилось на северо-западе района, примерно в полукилометре юго-восточнее современного села Александровка.

## История
Первое документальное упоминание селения встречается в Камеральном Описании Крыма… 1784 года, судя по которому, в последний период Крымского ханства Одобаши Уйшун входил в Даирский кадылык Акмечетского каймаканства. После присоединения Крыма к России (8) 19 апреля 1783 года, (8) 19 февраля 1784 года, именным указом Екатерины II сенату, на территории бывшего Крымского Ханства была образована Таврическая область и деревня была приписана к Перекопскому уезду. После Павловских реформ, с 1796 по 1802 год, входила в Акмечетский уезд Новороссийской губернии. По новому административному делению, после создания 8 (20) октября 1802 года Таврической губернии, Токмай-Ишунь был включён в состав Кокчора-Киятской волости Перекопского уезда.
По Ведомости о всех селениях в Перекопском уезде состоящих с показанием в которой волости сколько числом дворов и душ… от 21 октября 1805 года, в деревне Тамай числилось 3 двора и 37 жителем (все крымские татары). На военно-топографической карте генерал-майора Мухина 1817 года обозначена деревня Токмай Юшунь обозначен с 4 дворами. После реформы волостного деления 1829 года Токмай-Ишунь, согласно «Ведомости о казённых волостях Таврической губернии 1829 года», остался в составе Кокчоракиятской волости. На карте 1836 года в деревне 13 дворов, что очень непонятно, поскольку на карте 1842 года Токмай-Уйшунь обозначен условным знаком «малая деревня», то есть, менее 5 дворов.
В 1860-х годах, после земской реформы Александра II, деревню приписали к Григорьевской волости того же уезда. Согласно «Памятной книжке Таврической губернии за 1867 год», деревня была покинута жителями в 1860—1864 годах, в результате эмиграции крымских татар, особенно массовой после Крымской войны 1853—1856 годов, в Турцию и оставалась в развалинах. Селение уже не записано в «Списке населённых мест Таврической губернии по сведениям 1864 года», хотя ещё обозначено на трёхверстовой карте 1865 года, но его уже нет на карте с корректурой 1876 года. В дальнейшем в доступных источниках не встречается.